# ニュースアイKANSAI
『ニュースアイKANSAI』（ニュースアイかんさい）は、テレビ大阪と奈良テレビとテレビ和歌山で放送されていたテレビ大阪製作のローカルニュース番組。テレビ大阪とテレビ和歌山では2000年4月3日から2002年9月27日まで放送されていたが、奈良テレビでは2002年3月に打ち切られた。

## 概要
それまでテレビ大阪の夕方のローカルニュースは『満点!しあわせテレビ』の1コーナーとして放送されていたが、『しあわせテレビ』の放送時間が変更になったため、ローカルニュースの部分を独立させてこの番組が始まった。放送時間は毎週月曜 - 金曜 17:40 - 18:00。オープニング曲はコレクターユイの変身シーンの冒頭を組み合わせたオリジナルのものだった。ジングルに関しては初期は『TXNニュースアイ』と同じものを使用していたが、後にTXNニュースアイのBGMが変更になると番組と同じジングルを使用せずコレクターユイの変身シーンの終盤の音楽を使用していた。
2000年10月から2001年3月までは、『TXNニュースアイ』の土日特集が終了した影響で、それに替わる夕方ニュースとして土曜 17:25 - 17:30にも放送されていた（こちらはテレビ大阪のみでの放送）。
2001年10月からは、「TXNニュースアイ」のタイトルロゴが「TXN NEWS EYE」と英語表記に変更されたため、この番組のタイトルロゴもそれにあわせて「NEWS EYE カンサイ」に変更された。
ちなみに定時放送としては2000年4月からだが、実は1999年12月下旬にも、『しあわせテレビ』が休止だった期間に臨時のローカルニュースとして放送されていたことがある（放送時間は同じ）。この時にはテレビ和歌山と奈良テレビのほかにびわ湖放送にもネットされていた。

## キャスター

### 2000年4月 - 2001年9月
- 早坂淳
- 黒部亜希子

1999年12月の放送でもこの2名がキャスターを務めていた。

### 2001年10月 - 2002年9月
- 酒井健治
- 毛利聡子

この2名は、後継番組の『イブニングサテライト』も引き続き担当。
なお土曜日には、テレビ大阪のアナウンサーがローテーションで担当。